# Rob McCullough
Robert Alexander McCullough IV (Huntington Beach, 26 de maio de 1977) é um ex-lutador de artes marciais mistas (MMA) e kickboxing. Ele foi cinco vezes vencedor do campeonato mundial de Muay Thai e campeão do peso-leve do WEC. 

## MMA

### WEC
No WEC 25, McCullough derrotou Kit Cope e conquistou o cinturão vago do peso-leve do WEC. Em 13 de fevereiro de 2008, ele perdeu seu título para Jamie Varner, sendo vencido por nocaute no último assalto.
McCullough fraturou a sua mão, tendo ainda machucado o seu tornozelo no WEC 39 contra Marcus Hicks, submetendo-se a uma cirurgia para reparar a mão tempos depois.
Era esperado que McCullough retornasse ao octógono contra Anthony Pettis em 18 de novembro de 2009, no WEC 44, mas Pettis teve que desistir da luta devido à contusões sofridas anteriormente. Em seguida, McCullough enfrentou o novato no  WEC Karen Darabedyan.  McCullough perdeu para Darabedyan por decisão dividida dos juízes.
McCullough derrotou Isaac de Jesus no primeiro tempo por nocaute em 9 de julho de 2010, no Tachi Palace Fight 5.

### Tachi Palace Fights
Em 9 de setembro de 2010, McCullough também derrotou Corey Hill por decisão unânime, no Tachi Palace Fight 6.

### Bellator
Em seguida, no dia 14 de outubro de 2010, McCullough assinou com a Bellator para competir na temporada promocional do torneio dos pesos-leves. Logo na primeira luta, Rob foi nocauteado pelo brasileiro Patricky Freire no terceiro assalto.

### DREAM
Sua última luta foi no DREAM 17 contra o japonês Shinya Aoki. McCullough foi finalizado no primeiro assalto.

## Vida
McCullough é casado com a atriz de filmes pornográficos Lexxi Tyler. O casal teve o seu primeiro filho, menino, em março de 2010.
Ele é descendente de Irlandeses e Mexicanos.
McCullough também é proprietário de uma empresa de artigos relacionados ao MMA, a Razor Clothing.

## Histórico
| Resultado | Cartel | Oponente          | Método                           | Evento                                       | Data                    | Round | Tempo | Lugar                         | Notas                                 |
| --------- | ------ | ----------------- | -------------------------------- | -------------------------------------------- | ----------------------- | ----- | ----- | ----------------------------- | ------------------------------------- |
| Derrota   | 19-8   | Shinya Aoki       | Finalização (pressão de pescoço) | DREAM 17                                     | 24 de setembro de 2001  | 1     | 4:57  | Saitama, Japão                |                                       |
| Derrota   | 19-7   | Patricky Freire   | TKO (Socos)                      | Bellator 36                                  | 12 de março de 2011     | 3     | 3:11  | Shreveport, Luisiana, EUA     |                                       |
| Vitória   | 19-6   | Corey Hill        | Decisão (Unânime)                | Tachi Palace Fights 6                        | 9 de setembro de 2010   | 3     | 5:00  | Lemoore, Califórnia, EUA      |                                       |
| Vitória   | 18-6   | Isaac DeJesus     | KO (Socos)                       | Tachi Palace Fights 5                        | 9 de julho de 2010      | 1     | 4:31  | Lemoore, Califórnia, EUA      |                                       |
| Derrota   | 17-6   | Karen Darabedyan  | Decisão (Dividida)               | WEC 44                                       | 18 de novembro de 2009  | 3     | 5:00  | Las Vegas, Nevada, EUA        |                                       |
| Vitória   | 17-5   | Marcus Hicks      | Decisão (Maioria)                | WEC 39                                       | 1 de março de 2009      | 3     | 5:00  | Corpus Christi, Texas, EUA    |                                       |
| Derrota   | 16-5   | Donald Cerrone    | Decisão (Unânime)                | WEC 36                                       | 5 de novembro de 2008   | 3     | 5:00  | Hollywood, Flórida, EUA       |                                       |
| Vitória   | 16-4   | Kenneth Alexander | Decisão (Dividida)               | WEC 34                                       | 1 de junho de 2008      | 3     | 5:00  | Sacramento, Califórnia, EUA   |                                       |
| Derrota   | 15-4   | Jamie Varner      | TKO (Socos)                      | WEC 32                                       | 13 de fevereiro de 2008 | 3     | 2:54  | Albuquerque, Novo México, EUA | Perdeu o Cinturão Peso Leve do WEC.   |
| Vitória   | 15-3   | Rich Crunkilton   | TKO (Golpes)                     | WEC 30                                       | 5 de setembro de 2007   | 1     | 1:29  | Las Vegas, Nevada, EUA        | Defendeu o Cinturão Peso Leve do WEC. |
| Vitória   | 14-3   | Kit Cope          | Finalização (Costela deslocada)  | WEC 25                                       | 20 de janeiro de 2007   | 1     | 2:53  | Las Vegas, Nevada, EUA        | Ganhou o Cinturão Peso Leve do WEC.   |
| Vitória   | 13-3   | Harris Sarmiento  | Decisão (Unânime)                | World Fighting Alliance: King of the Streets | 22 de julho de 2006     | 3     | 5:00  | Los Angeles, Califórnia, EUA  |                                       |
| Vitória   | 12-3   | Ryan Healy        | TKO (Corte)                      | WEC 21                                       | 15 de junho de 2006     | 1     | 1:52  | Highland, Califórnia, EUA     |                                       |
| Vitória   | 11-3   | Randy Hauer       | TKO                              | WEC 20                                       | 5 de maio de 2006       | 1     | 2:36  | Lemoore, Califórnia, EUA      |                                       |
| Vitória   | 10-3   | Olaf Alfonso      | KO (Soco)                        | WEC 19                                       | 17 de março de 2006     | 2     | 0:12  | Lemoore, Califórnia, EUA      |                                       |
| Vitória   | 9-3    | Gabe Rivas        | Finalização (Desistência verbal) | King of the Cage: Final Conflict             | 2 de dezembro de 2005   | 2     | 3:11  | San Jacinto, Califórnia, EUA  |                                       |
| Vitória   | 8-3    | Jeremy Jones      | TKO                              | KOTC: Prime Time                             | 5 de agosto de 2005     | 1     | 0:45  | San Jacinto, Califórnia, EUA  |                                       |
| Vitória   | 7-3    | Andrew Williams   | TKO                              | PFC: Pit Fighting Championship               | 7 de fevereiro de 2004  | 1     | N/A   | Califórnia, EUA               |                                       |
| Derrota   | 6-3    | Harris Sarmiento  | Decisão (Dividida)               | WEC 9                                        | 16 de janeiro de 2004   | 3     | 5:00  | Lemoore, Califórnia, EUA      |                                       |
| Vitória   | 6-2    | Danny Devine      | KO                               | PFC: Put Up or Shut Up                       | 23 de agosto de 2003    | 1     | N/A   | Califórnia, EUA               |                                       |
| Vitória   | 5-2    | Nam Phan          | Decisão                          | PFC: Knucklefest                             | 5 de abril de 2003      | 1     | N/A   | Califórnia, EUA               |                                       |
| Vitória   | 4-2    | Tony Garcia       | KO                               | PFC: Knucklefest                             | 5 de abril de 2003      | 1     | N/A   | Califórnia, EUA               |                                       |
| Vitória   | 3-2    | William Sriyrapai | Decisão                          | PFC: Knucklefest                             | 5 de abril de 2003      | 1     | N/A   | Califórnia, EUA               |                                       |
| Derrota   | 2-2    | Josh Thomson      | Decisão (Unânime)                | WFA 3: Level 3                               | 23 de novembro de 2002  | 3     | 5:00  | Las Vegas, Nevada, EUA        |                                       |
| Derrota   | 2-1    | Kenneth Alexander | Decisão                          | HFP 1: Rumble on the Reservation             | 30 de março de 2001     | N/A   | N/A   | Anza, Califórnia, EUA         |                                       |
| Vitória   | 2-0    | Steve Wagner      | KO (Equipe jogou a toalha)       | Ultimate Pankration 1                        | 11 de novembro de 2001  | 1     | 3:55  | Cabazon, Califórnia, EUA      |                                       |
| Vitória   | 1-0    | Jesse Heck        | Finalização (Golpes)             | WEC 2                                        | 4 de outubro de 2001    | 1     | 0:24  | Lemoore, Califórnia, EUA      | Estreia no MMA.                       |